# خیابان جمالزاده

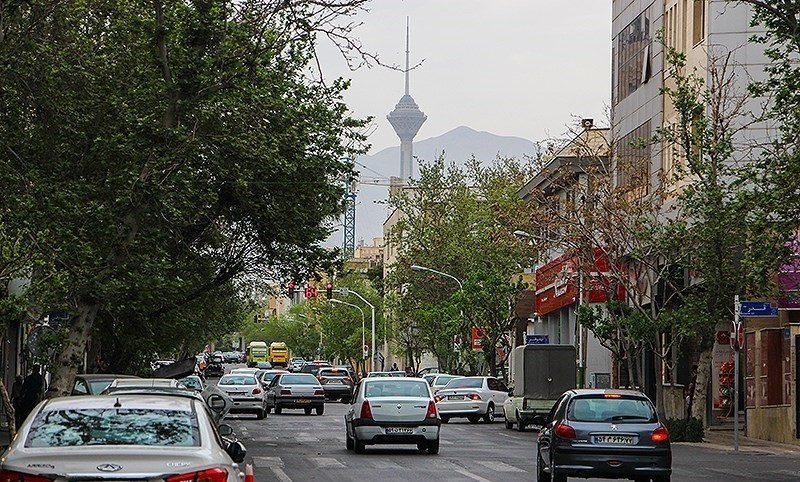
خیابان جمالزاده

خیابان جمالزاده یکی از خیابان‌های اصلی شهر تهران است که از خیابان آذربایجان آغاز شده و انتهای آن به خیابان فاطمی ختم می‌شود. این خیابان به دو خیایان اصلی شمالی و جنوبی تقسیم شده است و با خیابان جمهوری، خیابان آزادی، بلوار کشاورز تقاطع دارد. خانه دکتر علی شریعتی و آش نیکوصفت در این خیابان قرار دارند.
نام پیشین این خیابان جمشید آباد بود که در سال ۱۳۵۳ به افتخار محمدعلی جمالزاده، نویسنده و مترجم معاصر ایرانی تغییر نام داد. 

## اماکن مشهور
- خانه محمدعلی سپانلو
- خانه دکتر علی شریعتی
- نیکوصفت
- کلیسای حضرت ابراهیم